# Eisbach (Rhein)
Der Eisbach, in der Region auch die Eis und am Unterlauf Altbach genannt, ist ein 38 km langer Bach in der nordöstlichen Pfalz und im Südosten von Rheinhessen (beide in Rheinland-Pfalz). Er entspringt bei Ramsen im nördlichen Pfälzerwald und fließt nach Osten zum Rhein, in den er bei Worms als linker Nebenfluss mündet. Benachbarte Gewässer sind der Eckbach und die Pfrimm, die südlich bzw. nördlich des Eisbachs zum Rhein fließen.

## Name
Erstmals schriftlich erwähnt wurde die Eis in einer Urkunde des Lorscher Codex aus dem Jahre 766, wo sie Isina heißt. Der Name Eis wird von der Namenforschung nicht etwa von dem gleichlautenden Wort für gefrorenes Wasser hergeleitet, sondern entweder mit dem Eisenerz in Verbindung gebracht, das früher in der Region abgebaut wurde, oder auf die germanische Wurzel īs ‚sich heftig bewegen, eilen, schnell fließen‘ zurückgeführt. Die Deutung als „Eisenbach“ stammt von Ernst Christmann und wird durch den früheren Namen Isenberg des Hauptortes Eisenberg gestützt. Diese Deutung wird aber von anderen Forschern angezweifelt oder entschieden abgelehnt, weil sie auf einer falschen Wiedergabe des Wortes „Isena“ im Lorscher Codex, Nr. 820, „Isenade“ beruhe. Hans Ramge und Henning Kaufmann halten die Herkunft des Namens von der Wurzel īs für möglich bzw. für gegeben.
Dass die ursprüngliche Eis heute den Namen Eisbach trägt, geht auf das Königreich Bayern zurück, zu dem die linksrheinische Pfalz ab 1816 gehörte. Als damals die bayerischen Beamten die Pfalz kartografisch erfassten, wollten sie in Unkenntnis der Namensentstehung deutlich machen, dass die Eis ein Bach sei, der im Winter vereisen könne. Trotzdem hat der alte Name in der Region bis heute überdauert, z. B. in der Bezeichnung „Mühlheim an der Eis“ für den Ortsteil der Gemeinde Obrigheim.

## Geographie

### Verlauf
Der stärkste von sieben Quellbächen des Eisbachs entspringt am Nordhang der Hohen Bühl (443 m) im nördlichen Pfälzerwald südwestlich der Gemeinde Ramsen auf einer Höhe von 283 m ü. NHN.  Nach 1,5 km fließt dem Gewässer von links der Hollerbach zu, der mit gut 2 km zwar etwas länger ist, aber weniger Wasser führt. Am Zusammenfluss beginnt der 6 Hektar große Stausee Eiswoog. Unterhalb von diesem nimmt der Eisbach beim Weiler Kleehof von rechts den 3,5 km langen Bockbach auf. Hier ändert sich die zunächst nördliche Fließrichtung nach Nordosten, die nun bis zur Mündung beibehalten wird. Anschließend passiert der Eisbach Ramsen sowie die Kleinstadt Eisenberg. Am unteren Ende von Ebertsheim mündet von rechts der 5 km lange Seltenbach und wenige Meter abwärts von links der stärkste Zufluss, der 10 km lange Rodenbach. Nach Passage des Weilers Quirnheim-Tal und der Gemeinde Mertesheim durchbricht der Eisbach beim Grünstadter Ortsteil Asselheim den Westrand des Oberrheingrabens und erreicht die Rheinebene. Zwischen Mertesheim und Asselheim gibt es auf beiden Seiten des Tals Felsformationen aus braunem Sandstein, dem sogenannten Kapuzinerstein, der bis ins 20. Jahrhundert hinein abgebaut wurde.
Bei der Durchquerung des Westteils der Ebene durchfließt der Eisbach zunächst die Ortsteile Albsheim, Mühlheim, Colgenstein, dann den Hauptort Obrigheim und schließlich den Weiler Neuoffstein. Dort nimmt er das bei der Zuckerrübenverarbeitung anfallende Wasser des Südzucker-Werks auf, pro Arbeitstag etwa 350 m³. Nach Querung der Grenze zu Rheinhessen folgt Offstein. Dann passiert der Eisbach die südwestlichen und südlichen Stadtteile der Nibelungenstadt Worms, nämlich Heppenheim, Wiesoppenheim, Horchheim und Weinsheim.
Am Ablass in Weinsheim zweigt vom Eisbach der Wormser Stadtbach ab. Dieser künstlich angelegte Nebenarm, der seit den 1930er Jahren vollständig in Rohren kanalisiert ist, unterquert die L 395 und läuft dann nördlich am Renolit-Werk vorbei, weiter durch das Gelände der ehemaligen Heyl’schen Lederfabrik an Kirschgartenweg und Speyerer Schlag und entlang der Eisbachstraße in die Wormser Innenstadt. Bis zum 19. Jahrhundert floss der Stadtbach weitgehend offen durch die Stadt: er wurde neben der Leonhardspforte durch die Stadtmauer geführt, dann floss er durch die Gerbergasse, hinter dem Neumarkt und der Münze (heute: Stadtbibliothek Worms) vorbei, unter der Dreifaltigkeitskirche hindurch, die Färbergasse und Zeughausgasse entlang und südlich am Stift St. Paulus vorbei, dann am Bettelvogtturm durch die Stadtmauer hindurch und von dort direkt vor der Mauer nach Norden, ohne in den unmittelbar dabei gelegenen Woog einzumünden. Stattdessen floss der Stadt-Eisbach weiter in nördlicher Richtung bis zur Bachspitze (dort heute die Nibelungen-Schule) und vereinigte sich mit dem Gießen, der am Neuturm in den Rhein mündete. Der Stadtbach läuft seit dem Bau der städtischen Kanalisation 1885–1893 unterirdisch. Der Woog wurde 1842/43 verfüllt und der Gießen im Zuge des Hafenbaus 1890–1893 zugeschüttet.
Der Hauptlauf des Eisbachs wird ab Weinsheim „Altbach“ genannt. Auf Höhe der Landesstraße 523 (Worms–Bobenheim-Roxheim) zweigt vom Altbach nach links der neue Mariamünsterbach ab, der in den 1880er Jahren zwecks Verlegung des alten Maria-Münster-Bachs angelegt wurde. Der alte Maria-Münster-Bach war ein Seitenarm des Stadtbachs, zweigte in der Wormser Vorstadt bei der Michaelskirche von diesem ab und zog zum Maria-Münster-Kloster, wo er durch eine Wasserpforte der Stadtmauer lief und vor der Mauer weiter nach Norden zum Woog floss, in den er mündete.
Nach der Abzweigung des Mariamünsterbachs durchfließt der Altbach südlich des Wormser Stadtzentrums die Gemarkung Bürgerweide, ehe er an der Südspitze des Floßhafens auf 88 m Höhe in den Oberrhein mündet. Bis zum Ende des 19. Jahrhunderts mündete der Altbach südlich von Worms in den Gießen.
Der Höhenunterschied von 195 m zwischen Quelle und Mündung bewirkt, bezogen auf die Gewässerlänge von 38,2 km, ein mittleres Sohlgefälle von 5,1 ‰.

### Einzugsgebiet
Das 130,18 km² große Einzugsgebiet des Eisbachs wird über den Rhein zur Nordsee entwässert.
Es grenzt:
- im Süden an das des Rheinzuflusses Eckbach
- im Südwesten an das des Hochspeyerbachs, einem Nebenfluss des Speyerbachs, der in den Rhein mündet
- im Westen an das des Nahezuflusses Alsenz
- im Norden an das der Pfrimm, die ebenfalls in den Rhein mündet

Die höchste Erhebung ist die Hohe Bühl mit 443,6 m Höhe im Südwesten des Einzugsgebiets.

### Zuflüsse
Folgende Zuflüsse des Eisbachs sind mit Fließgewässerkennziffer erfasst:
| Name                        | Seite  | Länge [km] | EZG [km²] | Mündung auf km | Mündungsort                       | GKZ        |
| --------------------------- | ------ | ---------- | --------- | -------------- | --------------------------------- | ---------- |
| Hollerbach                  | links  | 1,99       | 2,97      | 01,36          |                                   | 23918-12   |
| Habersbach                  | links  | 0,95       | 1,14      | 02,57          |                                   | 23918-132  |
| Bockbach                    | rechts | 3,36       | 5,09      | 03,52          | oberhalb Ramsens                  | 23918-14   |
| Abttalbach                  | links  | 1,64       | 2,39      | 03,63          |                                   | 23918-16   |
| Erbsbach (Bach am Lehrberg) | links  | 0,79       | 0,83      | 04,24          |                                   | 23918-18   |
| Ellenbach                   | links  | 2,61       | 5,46      | 05,04          | Ramsen                            | 23918-2    |
| Rehbach                     | rechts | 1,32       | 1,23      | 06,00          | Ramsen                            | 23918-312  |
| Diebskellerbach             | rechts | 2,55       | 1,72      | 06,92          | unmittelbar unterhalb Ramsens     | 23918-32   |
| Mühlgraben                  | links  | 0,39       | 0,10      | 12,68          | Eisenberg(-Ost)                   | 23918-392  |
| Seltenbach                  | rechts | 5,41       | 15,830    | 14,48          | unmittelbar unterhalb Ebertsheims | 23918-4    |
| Rodenbach                   | links  | 8,84       | 42,840    | 14,55          | unmittelbar unterhalb Ebertsheims | 23918-6    |
| Quirnheimer Bach            | links  | 2,34       | 2,37      | 14,81          | unmittelbar unterhalb Ebertsheims | 23918-72   |
| Papiergraben                | links  | 0,42       | 0,14      | 16,17          | Mertesheim                        | 23918-7912 |
| Kützelsborn                 | links  | 0,86       | 1,37      | 18,70          | Asselheim                         | 23918-792  |
| Krausmühlgraben             | links  | 0,92       | 0,40      | 19,72          | unterhalb Asselheims              | 23918-7992 |
| Reisbach                    | links  | 2,51       | 12,040    | 25,51          | Offstein                          | 23918-8    |
| Eisgraben                   | rechts | 0,29       | 0,15      | 30,08          | Worms-Wiesoppenheim               | 23918-932  |

## Geologie
Die ältesten Spuren der Eis sind Ablagerungen roter Feinsande, die bei Monsheim gefunden wurden. Es handelt sich um verwitterten Buntsandstein der Haardt, der vermutlich im Mindel I-Glazial von einem langsam fließenden Gewässer, wahrscheinlich dem frühesten Vorläufer der Eis, abtransportiert und als Flussterrasse sedimentiert wurde. Die Eisbach-Terrassen sind geologisch bisher nicht umfassend untersucht worden. Die relative Abfolge der Terrassen ist weitgehend geklärt, aber ihre zeitliche Einordnung ist nur teilweise gesichert.
| Die pleistozänen Terrassen des Eisbachs nach Garst | Die pleistozänen Terrassen des Eisbachs nach Garst | Die pleistozänen Terrassen des Eisbachs nach Garst | Die pleistozänen Terrassen des Eisbachs nach Garst |
| Terrassenstufe                                     | Niveau über Eis-Talsohle                           | Zeitliche Zuordnung                                | Vorkommen der Terrassenstufe |
| -------------------------------------------------- | -------------------------------------------------- | -------------------------------------------------- | --- |
| Niederterrasse                                     | ca. 4–6 m                                          | Jungdiluvium                                       | Beginnt erst östlich von Heppenheim, östlich von Horchheim als breiter Schuttkegel bis in die Stadt Worms                                                                      |
| Jüngere Talwegterrasse                             | ca. 10 m                                           | Jungdiluvium                                       | Bei Albsheim, Colgenstein-Heidesheim, Obrigheim, zwischen Heppenheim und Horchheim                                                                                             |
| Ältere Talwegterrasse                              | ca. 20 m                                           | Mitteldiluvium                                     | Bei Mühlheim, Albsheim und Colgenstein-Heidesheim auf der Ebene zwischen Heppenheim und Großniedesheim                                                                         |
| Jüngere Hochterrasse                               | ca. 35–40 m                                        | Altdiluvium                                        | Bei Kerzenheim und Ebertsheim |
| Ältere Hochterrasse                                | ca. 50–60 m                                        | Altdiluvium                                        | Unterste Teile der Schotterterrassen bei Stauf, Hertlingshausen, Hettenleidelheim, Wattenheim und Tiefenthal, sowie bei Eisenberg                                              |
| Jüngere Hauptterrasse                              | ca. 70 – 120 m                                     | Altdiluvium, bei Monsheim: Mindel I-Glazial        | Obere Teile der Schotterterrassen bei Stauf, Hertlingshausen, Hettenleidelheim, Wattenheim und Tiefenthal. Außerdem in verschiedenen Höhen bei Monsheim, Abenheim und Osthofen |

Der Eisbach-Vorläufer der Hauptterrassen-Zeit floss noch in nordöstlicher Richtung. Die Hochterrassen sind bereits Talrandablagerungen, aber erst die Talwegterrassen stehen mit dem heutigen Lauf der Eis in enger Beziehung. In der Zeit der älteren Talwegterrasse floss der Bach ab Colgenstein-Heidesheim südlich seines heutigen Bettes direkt nach Osten. Seit der jüngeren Talwegterrasse nimmt die Eis ungefähr ihren heutigen Verlauf. Zu Beginn des Holozäns haben sich die Abflussmengen des Eisbachs erheblich verringert.

## Umwelt

### Fließgewässertyp
Aufgrund der EU-Wasserrahmenrichtlinie wurden die Fließgewässer in Deutschland biozönotischen Fließgewässertypen zugeordnet. Der Oberlauf des Eisbachs ist bis zur Einmündung von Seltenbach und Rodenbach bei Ebertsheim ein feinmaterialreicher, silikatischer Mittelgebirgsbach (Fließgewässertyp 5.1). Unterhalb von Ebertsheim ist der Eisbach ein karbonatischer, fein- bis grobmaterialreicher Mittelgebirgsfluss (Fließgewässertyp 9.1).

### Gewässergüte
Die Wasserqualität des Eisbachs wurde seit 1990 in biologischen Gewässergütekarten der Bund/Länder-Arbeitsgemeinschaft Wasser (LAWA) dokumentiert. 1990 war der Oberlauf des Eisbachs bis Ramsen mit Güteklasse I-II (gering belastet) bewertet, von Ramsen bis Asselheim mit Güteklasse II–III (kritisch belastet) und von Asselheim bis zur Mündung nur noch mit Güteklasse III (stark verschmutzt), wobei die Abwässer der Zuckerfabrik in Neuoffstein besonders belastend wirkten.
Bis 1995 kam es im Bereich Obrigheim-Offstein zu einer weiteren Verschlechterung auf Güteklasse III–IV (sehr stark verschmutzt). Die starke Verschmutzung im Bereich Eisenberg durch Einleitung gewerblich-industrieller Abwässer konnte nach 1995 beendet werden. Im besonders belasteten Bereich Obrigheim-Offstein wurde im Zeitraum 1995–2000 eine deutliche Steigerung der Wasserqualität auf Güteklasse II–III erreicht durch Sanierung der Kläranlage Obrigheim und durch verbesserte Ammonium-Eliminierung in den Abwasseranlagen der Zuckerfabrik Offstein.

## Geschichte
Das mittlere Eisbachtal wurde bereits in der Altsteinzeit von eiszeitlichen Jägern und Sammlern besucht. Dies belegen Steinwerkzeuge aus der Mittelsteinzeit, die in Asselheim entdeckt wurden. Weitere Funde aus Asselheim stammen aus der Jungsteinzeit. Aber erst seit der Bevölkerungsexplosion der Jungsteinzeit ist mit der dauernden Anwesenheit von Menschen im Eisbachtal zu rechnen. Jungsteinzeitliche Ansiedlungen bestanden am Wormser Adlerberg, in Weinsheim, Horchheim, Wiesoppenheim, Albsheim und Asselheim. Der Wormser Adlerberg ist eine kleine vom Eisbach aufgeschüttete Erhebung, mit der die hochwassersicheren Höhenzüge direkt an das Rheinufer heranreichen. Dieselbe günstige Lage bieten in Worms der Domberg und die Rheingewann, ein Schuttkegel an der Pfrimm-Mündung. Diese Brückenköpfe boten eine bevorzugte Möglichkeit zum Überqueren des Flusses. Die Täler von Pfrimm und Eis bilden natürliche Korridore durch das Bergland und waren daher schon in vorgeschichtlicher Zeit wichtige Ost-West-Verbindungen vom Rhein durch die Kaiserslauterer Senke nach Gallien. Dieser verkehrsgünstigen Lage verdankt Worms seine Entstehung. „Von allen Bächen, die südlich und nördlich von Worms in den Rhein münden, haben nur die Pfrimm und die Eis eine größere Bedeutung, da sie das einzige siedlungsfreundliche Hochufer des Rheintieflandes bildeten.“ Obwohl der Fernhandel in der Bronzezeit einen bedeutenden Aufschwung nahm, gibt es kaum bronzezeitliche Funde aus dem oberen Eistal. In der Eisenzeit war auch das obere Eistal besiedelt. Spätestens in römischer Zeit wurde mit der Eisengewinnung im Gebiet von Ramsen und der Eisenverarbeitung in Eisenberg begonnen. In Eisenberg entstand ein Vicus mit dem Charakter einer kleinstädtischen Industriesiedlung. Der wichtige Fernweg durch das Eisbachtal wurde in der Römerzeit befestigt, war aber wohl nur eine Römerstraße zweiter Ordnung. In Eisenberg gab es eine Benefiziarierstation, was die Bedeutung der Straße unterstreicht. Der Weg entlang der Pfrimm war aber zu allen Zeiten wichtiger als der durchs Eistal. In der Römerzeit entstanden in den Tälern von Eis und Pfrimm zahlreiche römische Gutshöfe, die sich in relativ dichter Folge aneinanderreihten. In der zweiten Hälfte des 5. Jahrhunderts endete die römische Herrschaft. Die fränkische Besiedlung des Eistals setzt bereits am Ende des 5. Jahrhunderts ein. Fast alle heutigen Eisbach-Orte gehen zurück auf fränkische Siedlungen, die zwischen dem ausgehenden 5. Jahrhundert und dem 8. Jahrhundert gegründet wurden. Eine zentrale Rolle bei der Besiedlung spielte dabei die Straße von Metz über Kaiserslautern durch das Eistal nach Worms. Diese Straße gewann in der Merowingerzeit noch an Bedeutung, weil sie Metz, die Hauptstadt des östlichen Reichsteiles Austrasien, mit dem Oberrheingebiet verband. Der Zielort Worms diente in den Sachsenkriegen Karls des Großen als Sammelort für die Streitkräfte, weil dort nahe bei der Pfalz ausreichende Lager- und Versorgungsmöglichkeiten für gewaltige Heere bestanden.

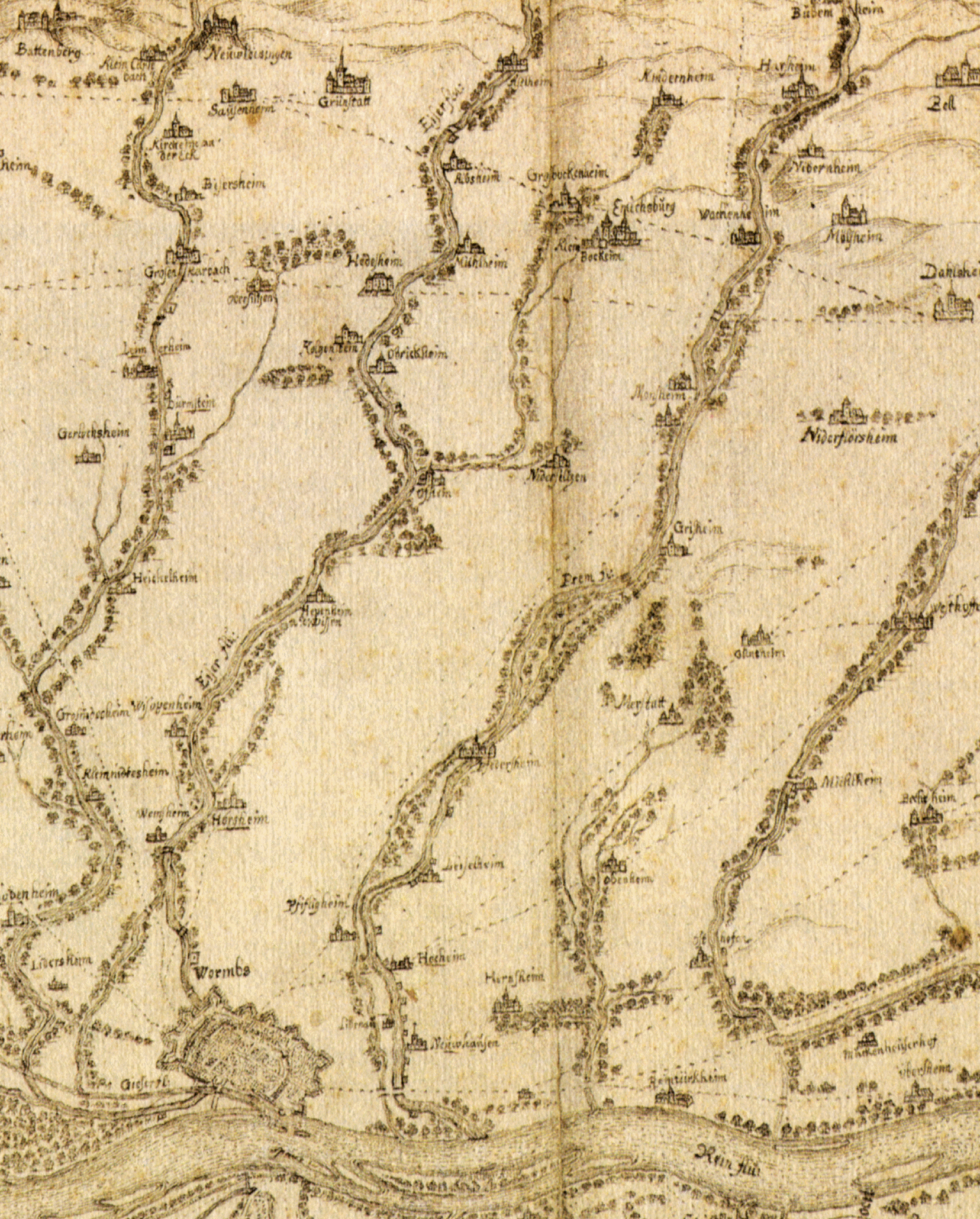
Ausschnitt aus dem Bildplan des Eisbachlaufs von Asselheim bis Worms (1690) mit den Unterläufen von Eckbach, Eisbach und Pfrimm (Sepiazeichnung von Peter Hamman)

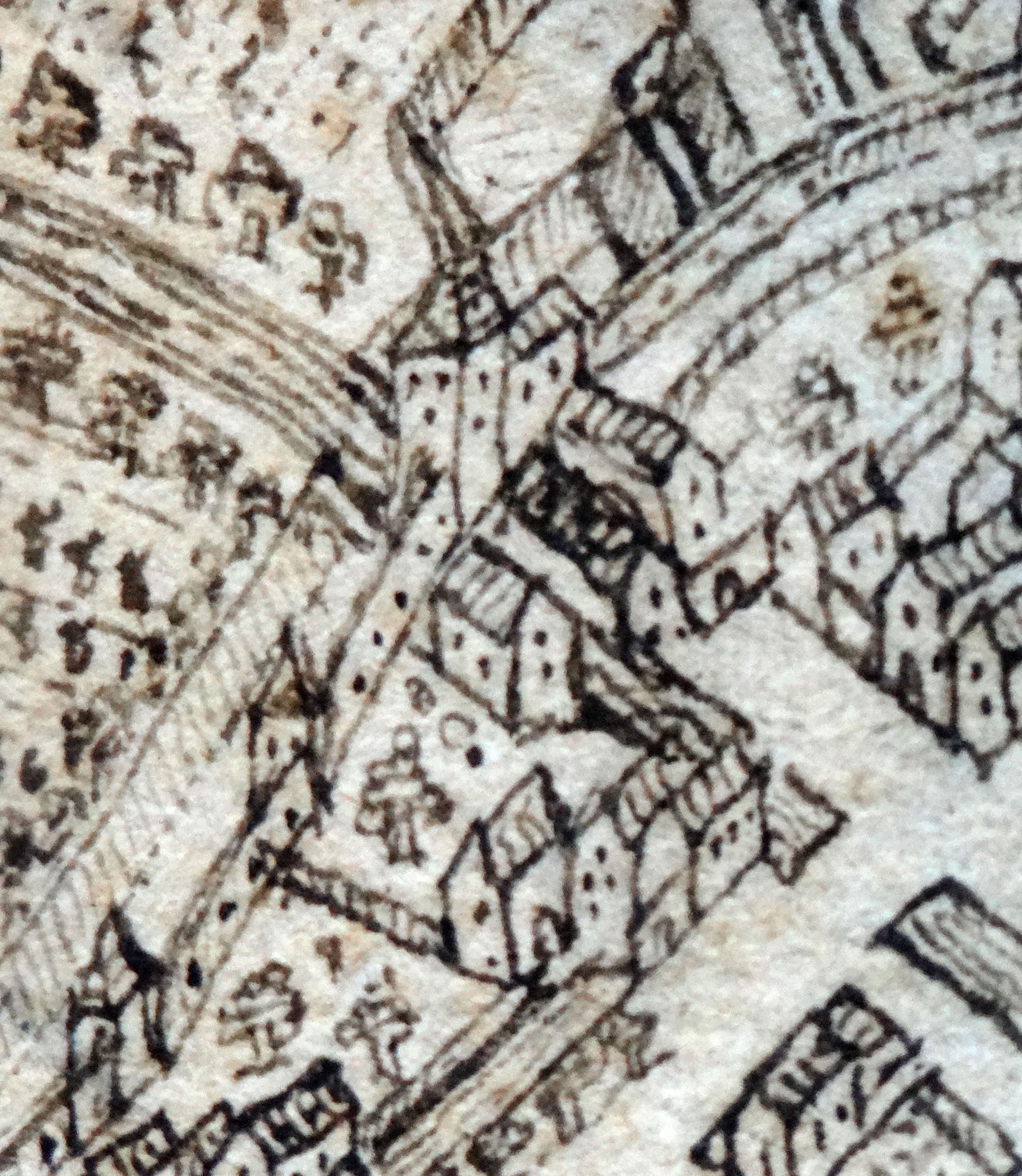
Eisbacheinlass durch die äußere Stadtmauer von Worms mit Mauerturm und Mühle

Die Wasserkraft des Eisbachs wurde bereits im Mittelalter genutzt, um Mühlen anzutreiben, so die Papiermühle in Quirnheim-Tal, die Kraußmühle und die Schiffermühle in Albsheim oder die Stegmühle in Offstein. Die erste Erwähnung einer Mühle am Eisbach stammt aus dem Jahr 766. Aber bereits in römischer Zeit waren Wassermühlen bekannt und wurden auch in den germanischen Provinzen genutzt. Am Eisbach gab es zahlreiche Mühlen. Vor der Stadtzerstörung 1689 trieb der Bach allein in Worms elf Wassermühlen und eine Wegstunde von Worms bachaufwärts weitere neunzehn Mühlen. Der Eisbach war durch seine recht gleichmäßige Wasserführung für den Betrieb von Wassermühlen gut geeignet. Auch in längeren Trockenperioden hatte die Eis, im Unterschied zur nördlich benachbarten Pfrimm, ausreichend Wasser.
Auf den Eisbach-Wiesen bei Heppenheim lagerte im 13. Jahrhundert zwei Mal ein König mit seinem Heer. Kg. Konrad IV. schlug hier im August 1250 nach dem Kampf gegen Wilhelm von Holland für sechs Tage sein Feldlager auf. Etwa fünfzig Jahre später im Thronstreit zwischen König Adolf von Nassau und Herzog Albrecht von Österreich fiel die Entscheidung in der Schlacht bei Göllheim. Unmittelbar vor der Schlacht lagerte König Adolf mehrere Tage bis zum 1. Juli 1298 mit seinem Ritterheer bei Heppenheim und Wiesoppenheim. Dort fand er für seine Streitmacht, die auf etwa 5.000 Mann – vorwiegend Reiter – geschätzt wird, auf den Wiesen am Eisbach ausreichende Weideflächen. Die Wimpfener Chronik erwähnt ausdrücklich die üppige Wiese bei Heppenheim. Nachdem König Adolf am 2. Juli 1298 in der Schlacht bei Göllheim gefallen war, verwehrte ihm der Sieger Albrecht von Österreich das Begräbnis im Speyerer Dom. Deshalb wurde Adolfs Leichnam zunächst im Zisterzienserinnenkloster Rosenthal bestattet, das links des Eisbachs an dessen Zufluss Rodenbach lag. Erst im Jahr 1309 erfolgte die Überführung des Sarges nach Speyer. Im Dom wurde Adolf dann neben seinem vormaligen Rivalen Albrecht beigesetzt, der 1308 durch den eigenen Neffen ermordet worden war.
Für die Stadt Worms war der Stadt-Eisbach von großer Bedeutung, nicht so sehr wegen des Trinkwassers – dafür gab es in der Stadt viele Brunnen –, sondern wegen des Brauchwassers, das von den Mühlen, Gerbereien und Färbereien in der Stadt benötigt wurde. Ob der Stadtbach bereits aus römischer Zeit stammt oder erst im Mittelalter vom ursprünglichen Eisbach-Lauf abgeleitet wurde, ist bis heute nicht geklärt. Im 19. Jahrhundert wurde die Anlage des Stadtbachs wahlweise Karl dem Großen oder der Wormser Kirche zugeschrieben. Erstmals erwähnt wurde der Stadtbach im Jahre 1016, als Bischof Burchard drei Mühlen bei St.Paulus verschenkte Direkt am Eisbach, an der römischen Stadtmauer zur Rheinseite hin, lag die Burg der Salier-Herzöge von Worms, die 1002 abgerissen wurde, um das St. Paulusstift an derselben Stelle zu errichten. Die Burg, „eine der ältesten im rheinhessisch-pfälzischen Raum“, soll sehr stark befestigt gewesen sein. Von daher ist die Vermutung naheliegend, es habe sich um eine Wasserburg gehandelt. Allerdings kann es auf der Ostseite der Burg keinen Wassergraben gegeben haben. Auf dem Areal der Burg befand sich vorher eine spätrömische Befestigung aus dem 4. Jahrhundert, vermutlich ein Kastell evtl. zum Schutz des vielleicht dort vor der Mauer befindlichen römischen Hafens. Die Hoheitsrechte über den Stadtbach lagen im hohen Mittelalter beim Bischof. Ende des 12. Jahrhunderts war der Stadtbach zu je einem Drittel Eigentum der Stifte St.Paul, St.Martin und von einigen Wormser Bürgern, die irgendwann zwischen 1198 und 1217 ihr Drittel an das Kloster Nonnenmünster (d. i. Maria-Münster) verkauften. Die Stadtgemeinde versuchte im 14. Jahrhundert die alleinigen Rechte am Eisbach zu erlangen und erwirkte 1315 ein Privileg Kg. Ludwigs des Bayern, das das Ableiten des in die Stadt fließenden Bachs unter schwere Strafe stellte. 1381 erlangte die Stadt von Kg.Wenzel ein weiteres Privileg, durch das die Stadt das Recht erhielt, über die Bäche, die durch die Stadt und ihre Vorstädte flossen, frei verfügen zu können. Wenn die Stadt sich in ihrer Nutzung des Eisbach-Wassers beeinträchtigt sah, ging man sogar mit Gewalt gegen Oberlieger am Eisbach vor. 1443 zerstörten die Wormser z. B. den Wassergraben in Heppenheim. Das Abgraben des Stadtbachs war für Widersacher ein probates Mittel, um der Stadt zu schaden. Im Streit zwischen Kurfürst Philipp und Worms wurde 1483 der Eisbach abgegraben, ebenso ließ Franz von Sickingen 1516 bei seiner Belagerung von Worms den Stadtbach ableiten. Auch die Horchheimer haben mehrmals bei Streitigkeiten den Eisbach abgegraben.
Von den Dörfern am Eisbach betrieb besonders Heppenheim einen ausgedehnten Wasserbau. Im Gemeindeweistum von 1602 heißt es, Heppenheim dürfe zwischen St. Georg (23. April) und St.Bartholomäus (24. August) den Eisbach 24 Stunden stauen und auf die Dorf-Allmende leiten. Auf diese Weise wurden bis nach dem Zweiten Weltkrieg die Heppenheimer Wiesen und Obstgärten bewässert. Das Dorf, eines der größten im Eisbachtal, wurde im Westen, Norden und Osten von einem Dorfgraben geschützt, der aus dem im Süden an Heppenheim vorbeifließenden Eisbach gespeist wurde. In der Mitte der Hauptstraße verlief ein Graben, durch den das Dorf mit Frischwasser versorgt wurde. 1840 wurde die Rinne aufgeteilt und an die Straßenseiten verlegt. Die Wasserläufe an der Hauptstraße (heute: Pfälzer Waldstraße und Wormser Landstraße) wurden erst 1979 bei der Einführung der Kanalisation entfernt. Zusätzlich gab es für die Mühlen in Heppenheim zwei Mühlgräben. Der Eisbach gabelte sich auf der Höhe von Heppenheim in zwei Arme, den Hauptlauf und die südlich davon fließende „kleine Bach“. Kurz hinter dem Dorf vereinigten sich beide Bäche wieder. Etwas unterhalb von Heppenheim teilte sich der Eisbach erneut in einen südlichen Eisbach-Hauptarm, der über Weidenmühle und Weidegut nach Wiesoppenheim lief und den nördlich verlaufenden „Weidbach“. Bei der Eisbach-Regulierung in den 1930er Jahren wurde der Eisbach bei Wiesoppenheim aus dem Dorf hinaus nach Norden in das Bett des Weidbachs verlegt.
Im Eisbach gab es bis zum Ende des 19. Jahrhunderts zahlreiche Fische und Krebse. Die Abwässer von Industriebetrieben wie der Zuckerfabrik in Offstein dezimierten die Bestände seit den 1880er Jahren, bis sie schließlich völlig ausgelöscht waren. Weitere Verschmutzer waren damals die Tonwarenfabrik in Offstein und das Kaffee-Essenz-Werk Pfeiffer & Diller in Horchheim.
Die Eisbachauen in den Gemarkungen Heppenheim, Wiesoppenheim, Horchheim und Weinsheim wurden 1990 zum Landschaftsschutzgebiet erklärt.
Ende 2011 wurde die Renaturierung des Bachs zwischen Ebertsheim und Offstein in Angriff genommen. Ziel ist, den Wasserlauf wieder für Fische und andere Wasserlebewesen passierbar zu machen und so die Wasser-Rahmenrichtlinie der EU umzusetzen. Ein Großteil der rund 30 Wehre und Staustufen, von denen die meisten in diesem etwa 12 km langen Bachabschnitt zu finden sind, wird zurückgebaut. Wo es möglich ist, werden Mäander wiederhergestellt; wo sich die Begradigung nicht rückgängig machen lässt, fördern ins Bachbett eingebrachte Betonwürfel mit einer Kantenlänge von etwa 50 cm die Ablagerung von Geschiebe, damit die Fließgeschwindigkeit des Wassers sinkt.

## Sehenswürdigkeiten und Bauwerke

### Eistal
Eiswoog
Südwestlich der Gemeinde Ramsen ist der Eisbach zum Eiswoog aufgestaut. Auf der Staumauer steht ein Hotel-Restaurant, unterhalb liegen bewirtschaftete Fischteiche. Rund um den See führt ein 3 km langer Wanderweg. Im Eiswoog selbst kommen Forellen, Barsche, Hechte und Saiblinge vor. Da sich das Gewässer in Privatbesitz befindet, ist das Angeln verboten. Am See nistet der streng geschützte Eisvogel; der in Deutschland sehr seltene Steinschmätzer, 2008 auf die Rote Liste gefährdeter Arten gesetzt, wurde als Durchzieher registriert.
Eisenbahnbrücken
Technische Sehenswürdigkeiten des Eistals sind die Brückenbauwerke der regionalen Eistalbahn:
- Der Eistalviadukt, 1932 fertiggestellt und bis 1988 in Betrieb, besitzt eine Höhe von 35 m und ist mit 250 m Länge die längste Eisenbahnbrücke der Pfalz.
- Die Bockbachtalbrücke über den Bockbach wurde für 375.000 RM erbaut und ist 28,50 m hoch und 170 m lang.
- Die Dreibrunnertalbrücke, für 245.000 RM erbaut, ist 23 m hoch und wurde mit einem einzigen Bogen ohne Zwischenpfeiler konstruiert.

Stumpfwaldbahn
Die Stumpfwaldbahn, eine museale Schmalspurbahn (600 mm) mit offenen Wagen, verkehrt zu bestimmten Zeiten als Touristenattraktion zwischen Ramsen und dem Eiswoog. Besonders begehrt ist die Teilnahme an den nächtlichen Fackelfahrten.

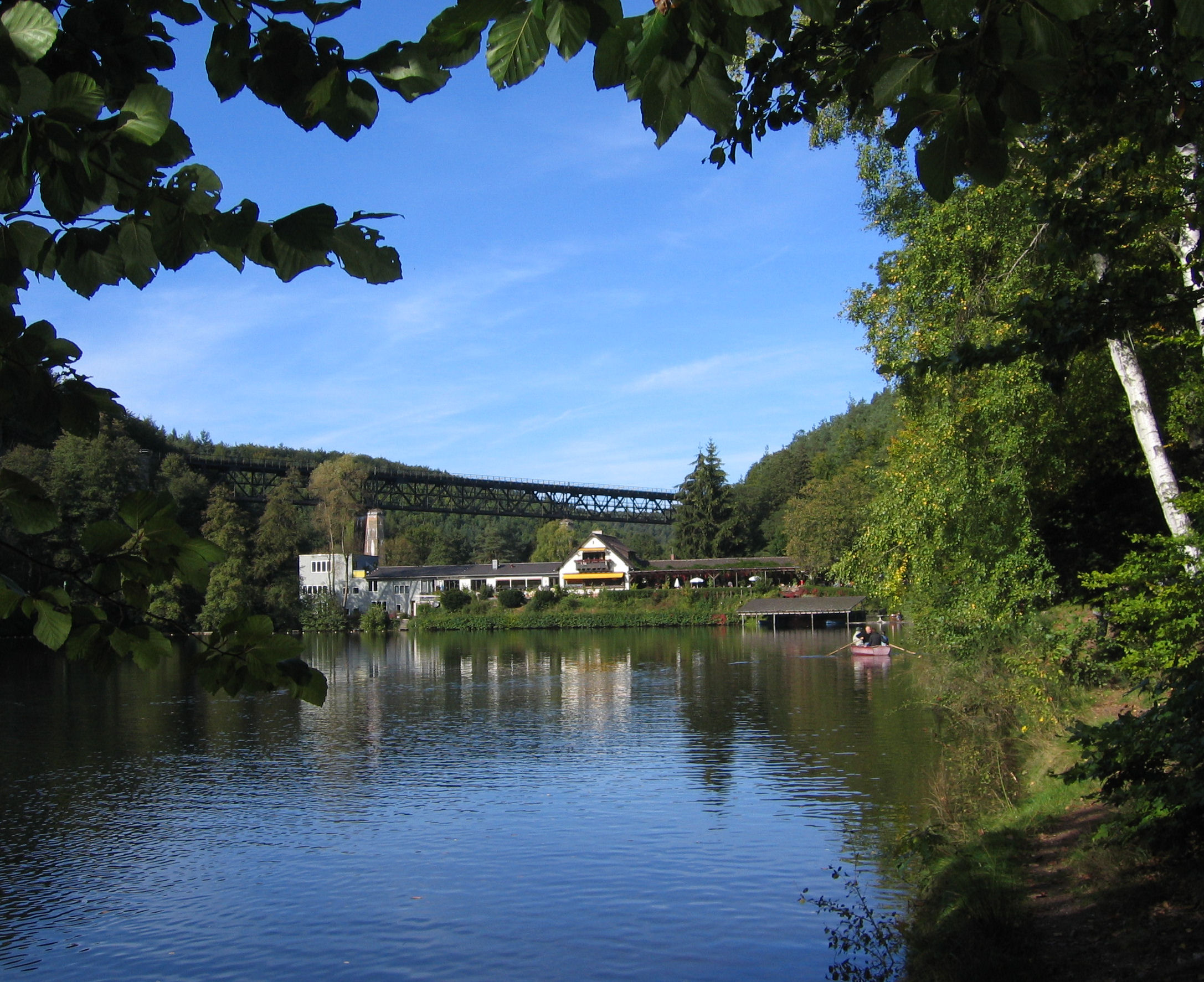
Panorama am Eiswoog
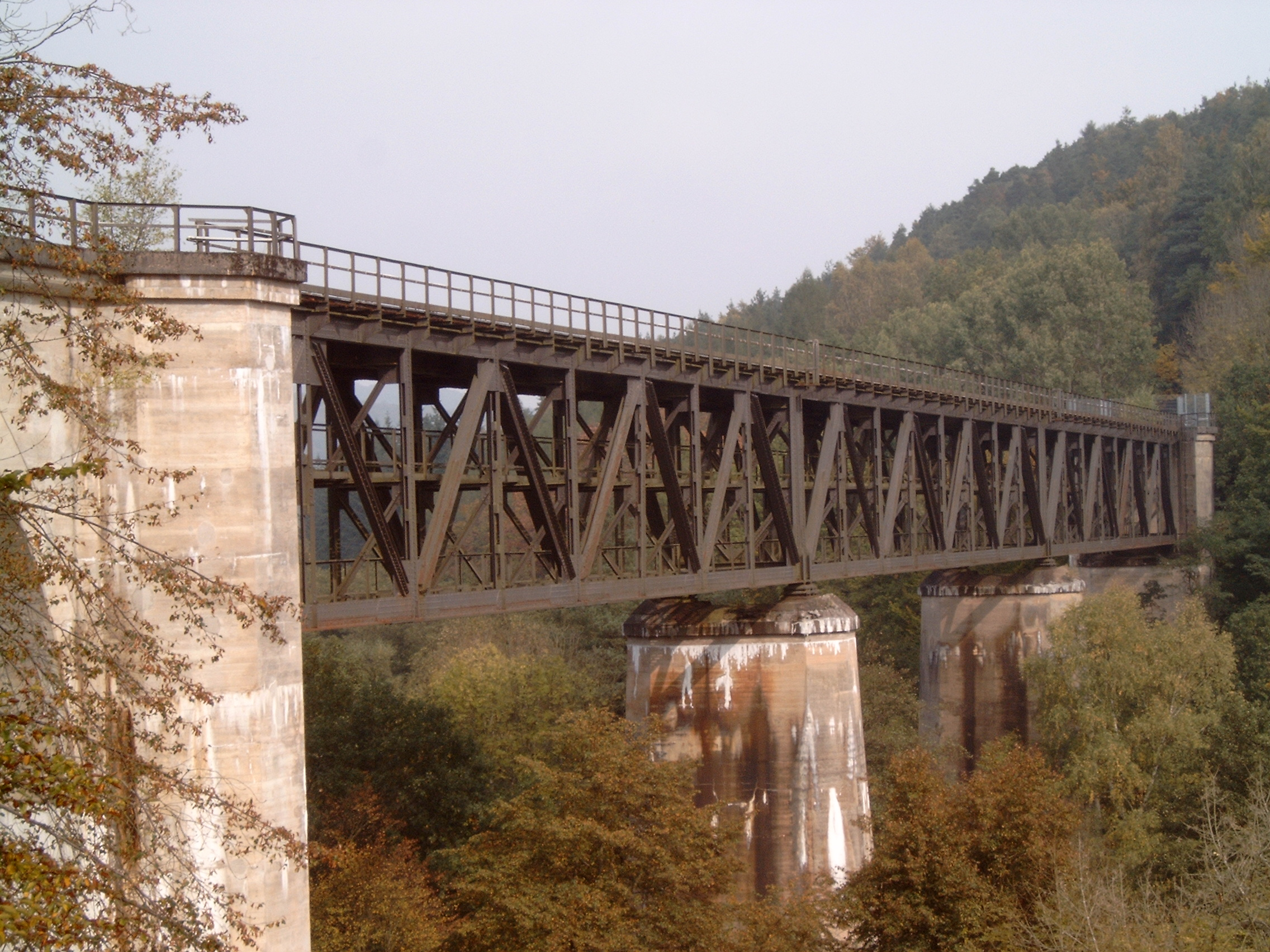
Eistalviadukt
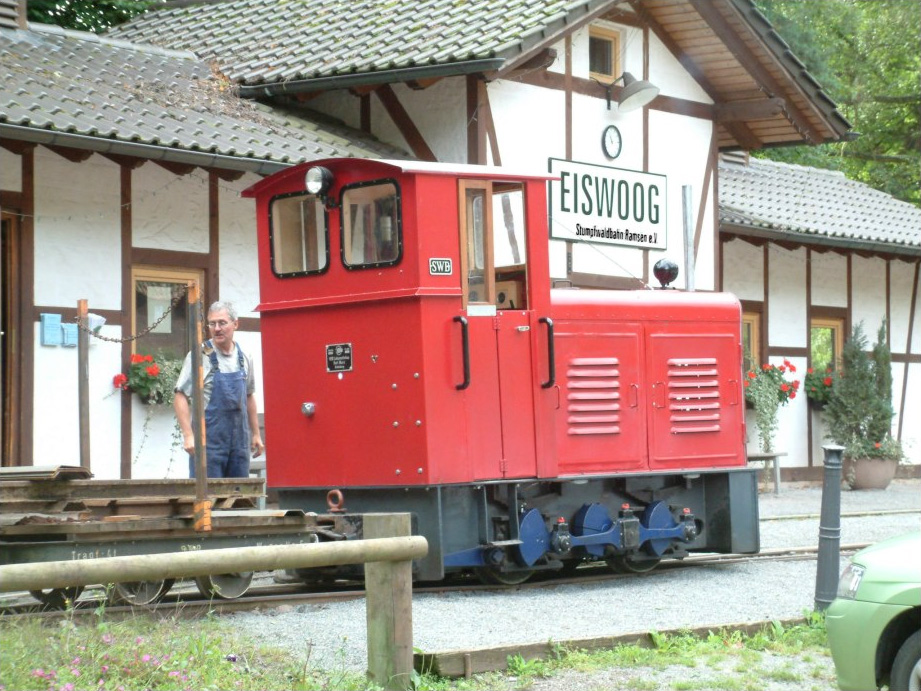
Stumpfwaldbahn
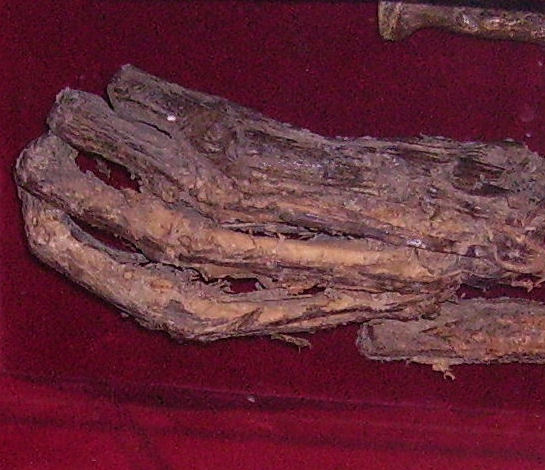
Die „Unverwesliche Hand“
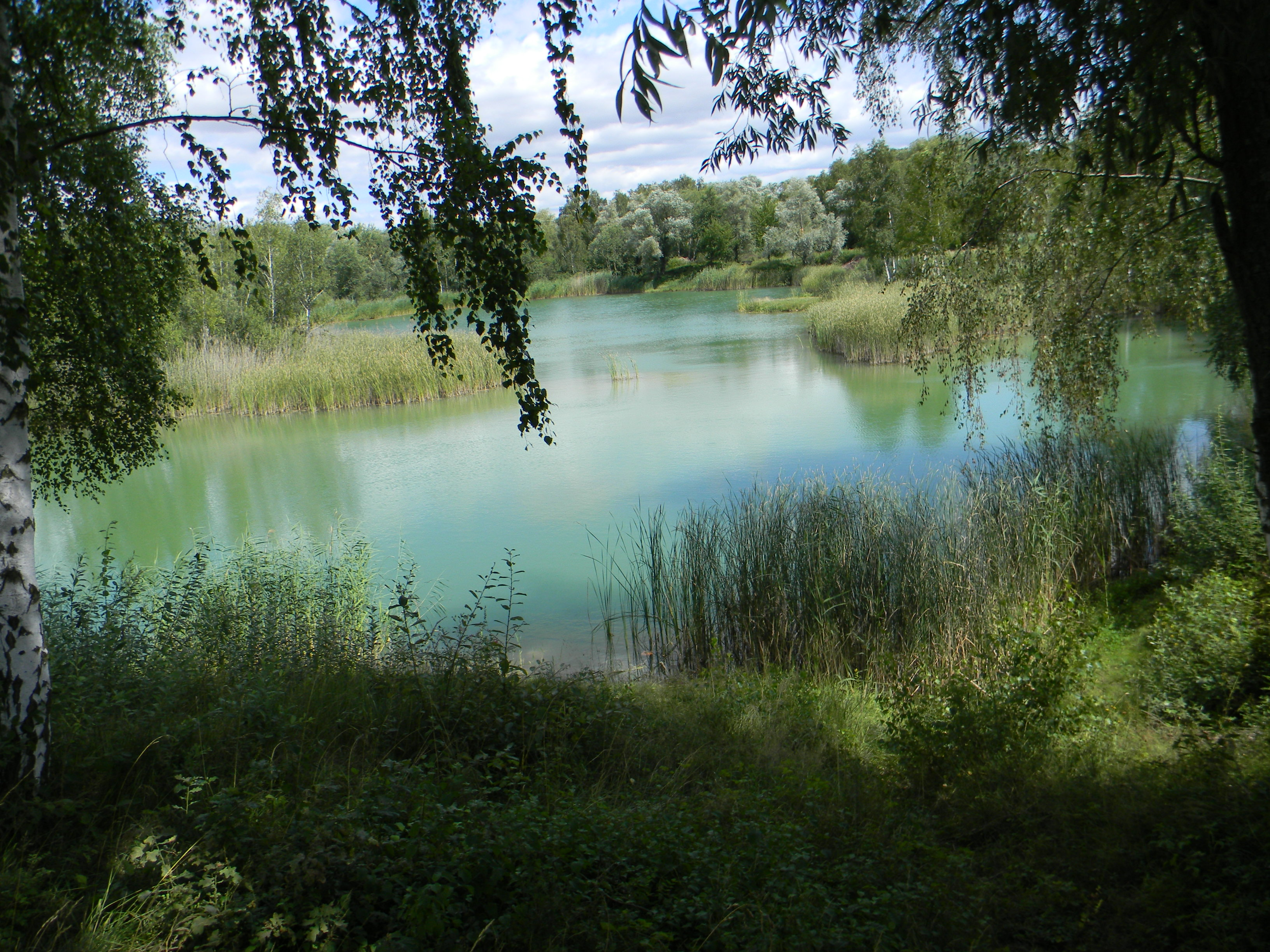
Landschaftsschutzgebiet Erdekaut

Die „Unverwesliche Hand“
In der protestantischen Kirche von Eisenberg wird in einem Schaukasten die sogenannte „Unverwesliche Hand“ gezeigt, über die eine Sage um einen Meineid erzählt wird.
Erdekaut
Die Erlebnislandschaft Erdekaut zwischen Eisenberg und Hettenleidelheim ist ein Landschaftsschutzgebiet auf der Basis aufgelassener Tongruben. Im zentral gelegenen historischen Gebäude der einzigen erhaltenen Grube Riegelstein wird ein Bergbaumuseum betrieben.
Aktionstag
Jedes Jahr Anfang Oktober, in der Regel zum Tag der Deutschen Einheit, führt der Aktionstag „Autofreies Eistal“ zahlreiche Besucher in die Region. Dabei wird die Landesstraße 395, die von Grünstadt-Asselheim durchs Eistal nach Enkenbach führt, einen Sonntag lang für jeglichen Kraftverkehr gesperrt und steht ausschließlich für Fußgänger, in der Regel Wanderer, sowie Radfahrer und Inlineskater zur Verfügung.

### Worms
Die ehemalige Reichs- und Bischofsstadt Worms an der Eisbachmündung ist als keltisches Borbetomagus möglicherweise die älteste städtische Siedlung Deutschlands. Die Stadt beeindruckt durch ihre mittelalterliche Vergangenheit. Sehenswert sind z. B. der im 12. Jahrhundert errichtete romanische Dom St. Peter, die Stadtmauer, die Synagoge, der aus dem 11. Jahrhundert stammende Heilige Sand als vermutlich ältester Judenfriedhof Europas, der Rathausturm und die Nibelungenbrücke. Bedeutendstes historisches Ereignis war der Auftritt Martin Luthers beim Reichstag 1521.

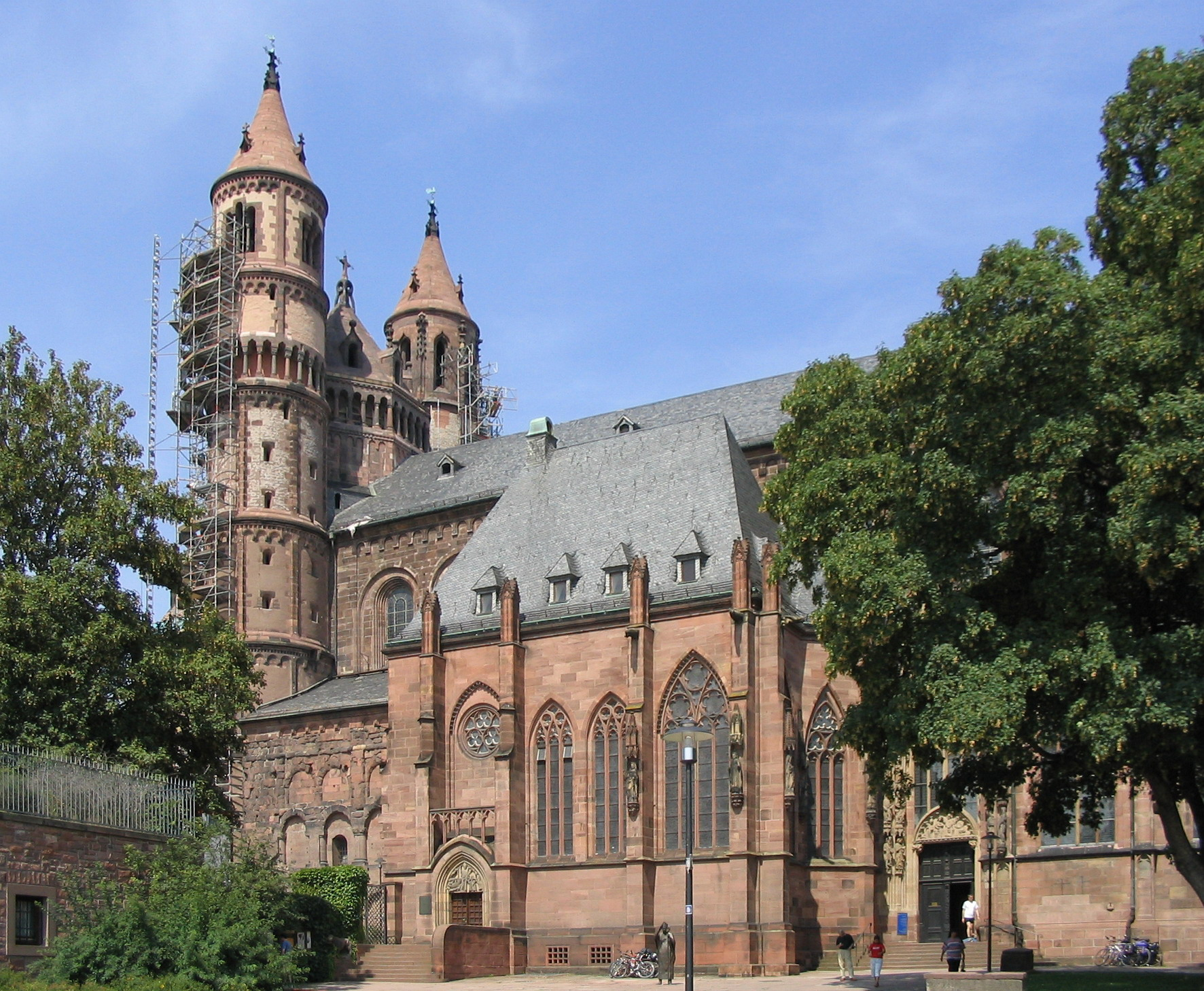
Wormser Dom St. Peter
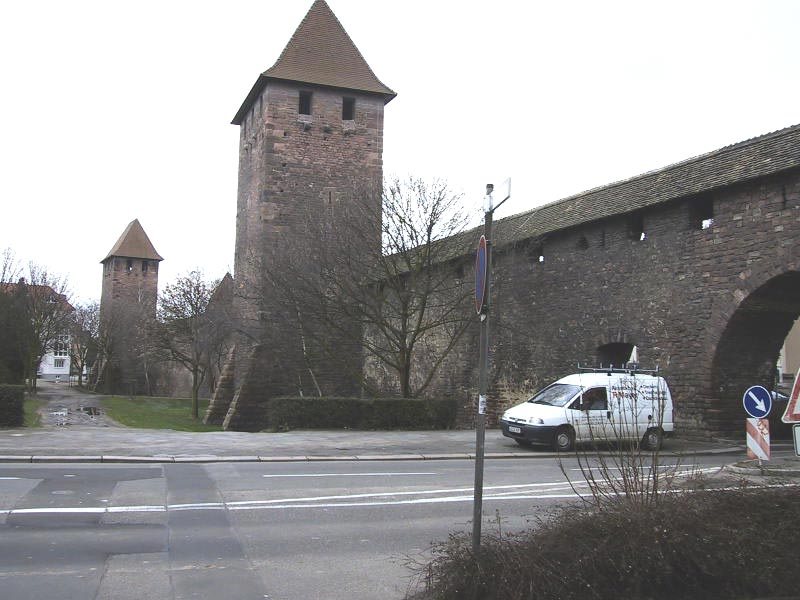
Stadtmauer
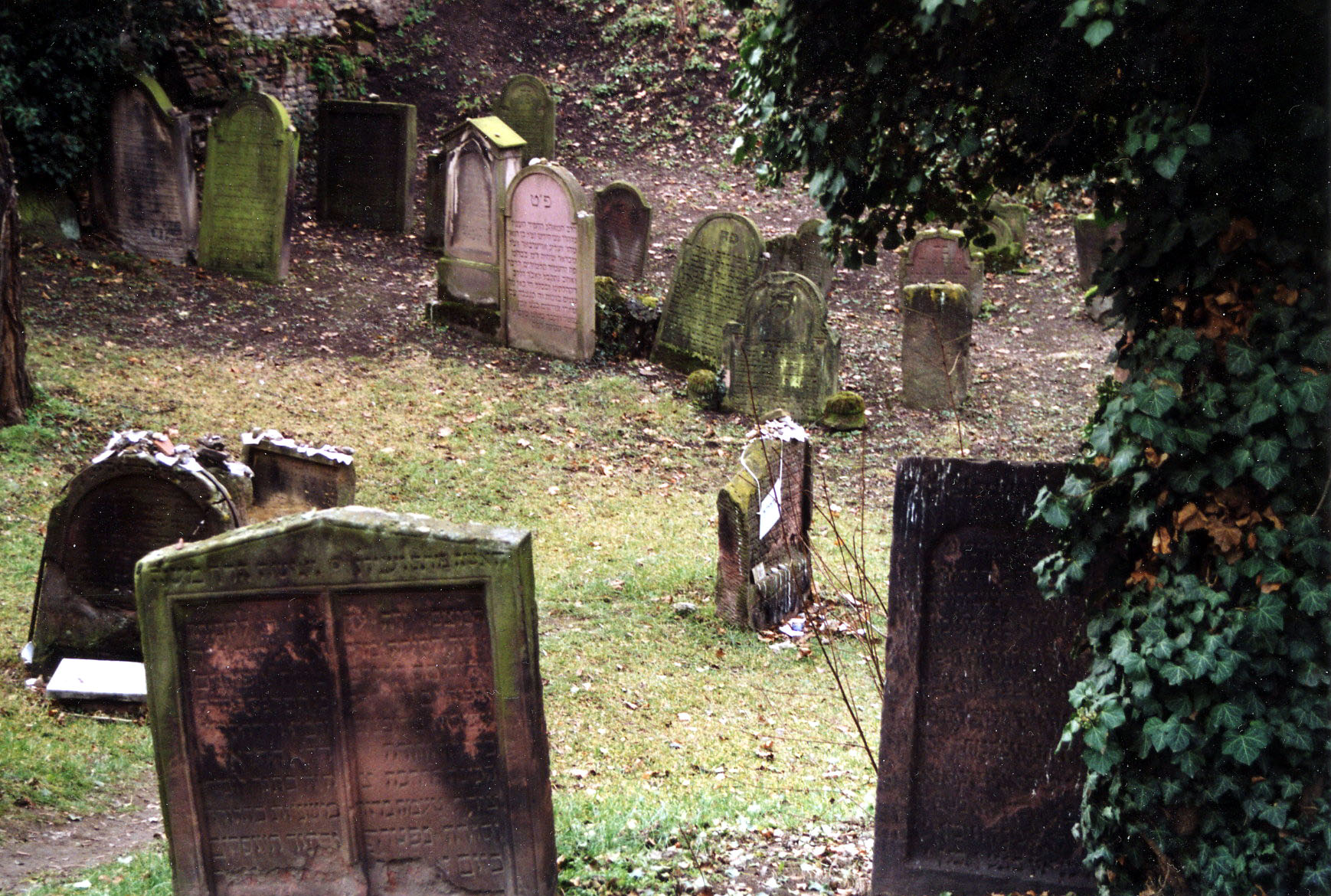
Judenfriedhof Heiliger Sand
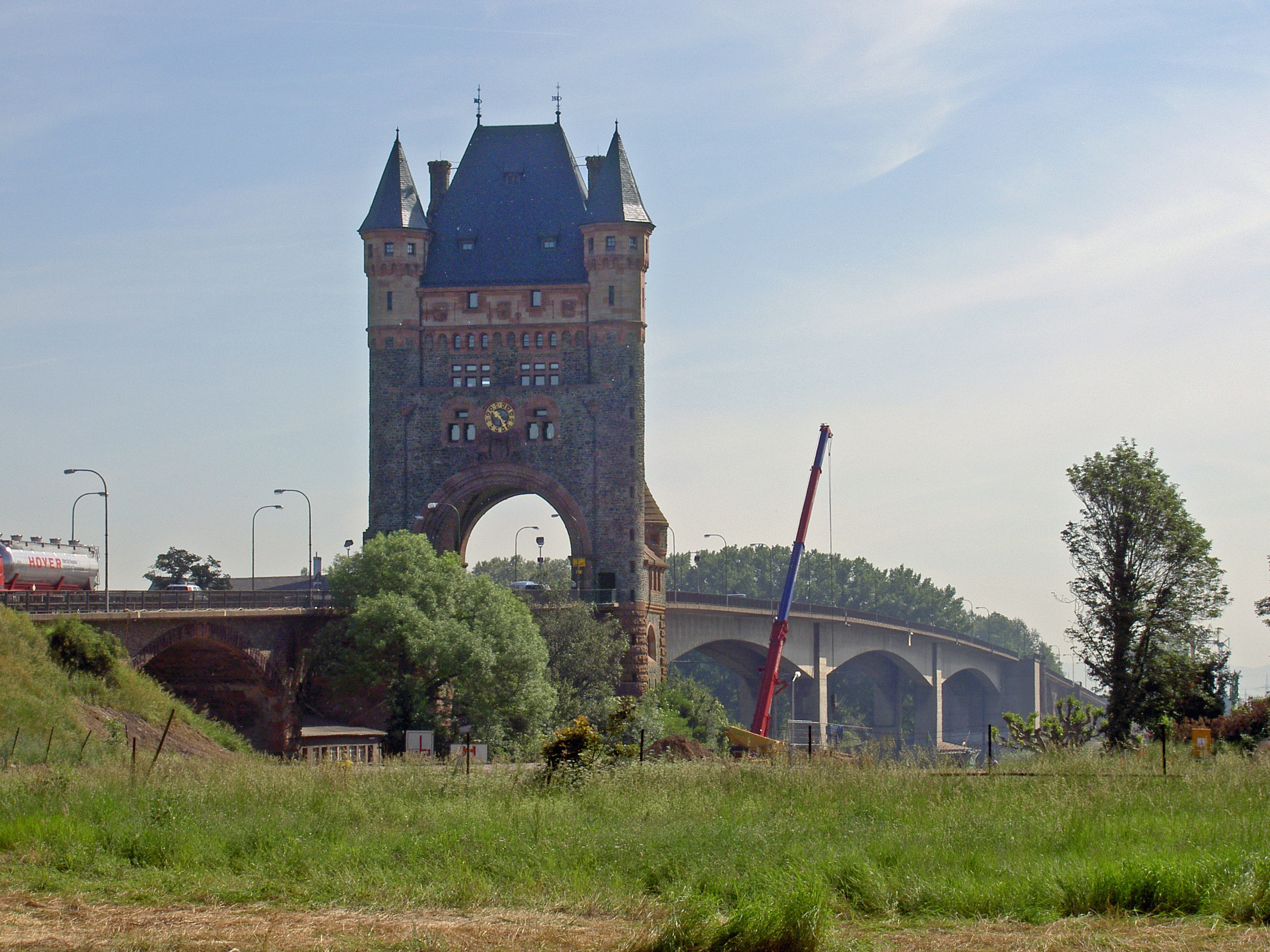
Nibelungenbrücke
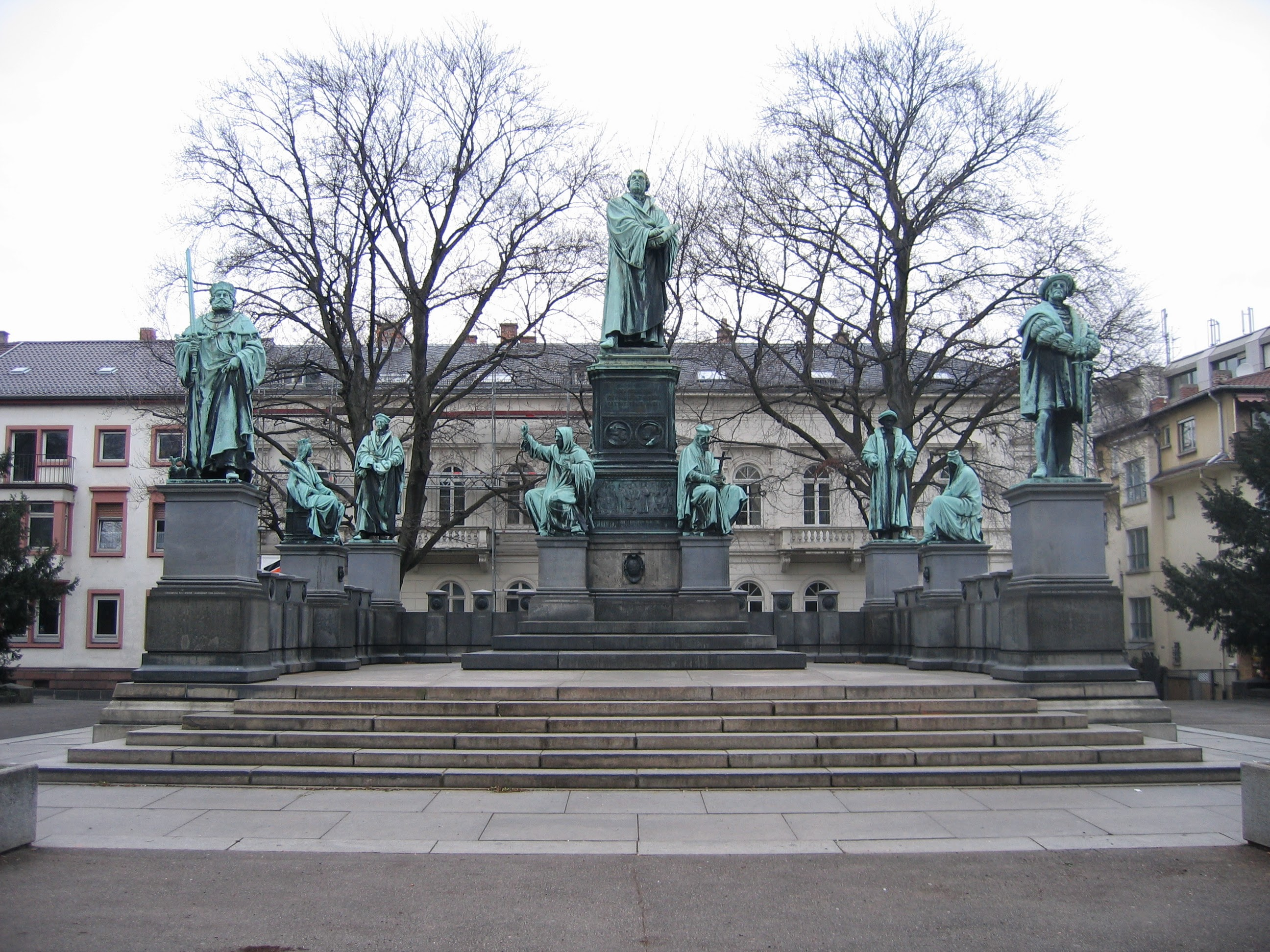
Lutherdenkmal

## Kultur
Ein literarisches Porträt des Eisbachs stammt von dem pfälzischen Schriftsteller Willi Gutting. Dem Bachlauf folgend schildert es die Landschaften des Eistals und erzählt aus Geschichte und Sagen. Guttings Lebenslauf der Eis schließt mit den kraftvollen Worten: „Die Eis, von dem wachsenden Worms bedrängt und angesichts der unzerstörbaren Silhouette des Domes, erreicht südlich der Rheinbrücke den Strom und versinkt in seinen Tiefen wie einstmals der Schatz der Nibelungen.“